# Мередат

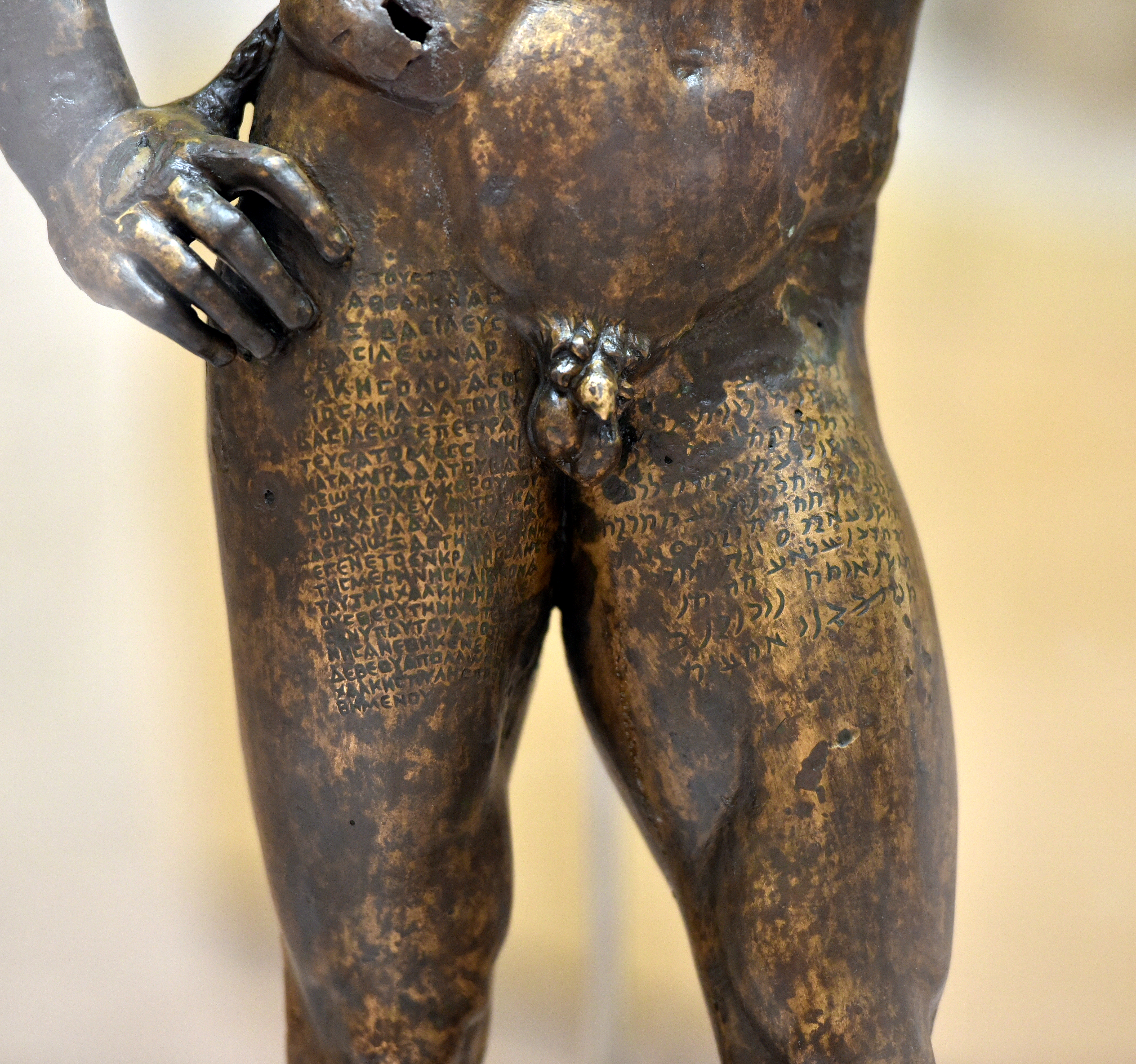
Статуя Геракла с надписью

Мередат — царь Харакены, вассального государства парфян, правивший приблизительно с 131 по 150/151 год. Его предшественник неизвестен, а преемником был Орабаз II.
В 1984 году в Селевкии-на-Тигре обнаружена бронзовая статуя Геракла, на которой была высечена надпись на двух языках: греческом и парфянском. Надпись гласит, что в 151 году парфянский царь Вологез IV одеражал победу над харакенским правителем Мередатом.
Сама статуя привезена из Харакены и помещена в храм Аполлона в Селевкии-на-Тигре. Из этой надписи можно сделать вывод, что Харакена в течение некоторого времени была независимой, но затем была завоёвана парфянами. От эпохи правления Мередата сохранилось несколько монет и надпись, найденная в Пальмире.
Мередат был сыном парфянского царя Пакора II. Изображения на его монетах находятся явно под парфянским влиянием. На одной из них имеется надпись: «Мередат, сын Пакора, царь царей, царь оманов». Оманами в этой надписи названо арабское племя, доминировавшее в Харакене.